# Koji Kondo
|  | Per a altres significats, vegeu «Koji Kondo (futbolista)». |

Koji Kondo(近藤 浩 治 Kondō Kōji) (13 d'agost de 1961) és un compositor de videojocs i director de so japonès que ha treballat per l'empresa japonesa Nintendo des de 1984. És conegut per ser l'autor de nombroses composicions dels videojocs Mario i The Legend of Zelda.